# Ногаредо
Ногаредо (итал. Nogaredo) је насеље у Италији у округу Тренто, региону Трентино-Јужни Тирол.
Према процени из 2011. у насељу је живело 974 становника. Насеље се налази на надморској висини од 230 м.

## Становништво
Према резултатима пописа становништва 2011. у општини је живело 1.917 становника.
| 1931. | 1936. | 1951. | 1961. | 1971. | 1981. | 1991. | 2001. | 2011. |
| ----- | ----- | ----- | ----- | ----- | ----- | ----- | ----- | ----- |
| 1.248 | 1.214 | 1.249 | 1.260 | 1.368 | 1.506 | 1.582 | 1.663 | 1.917 |

## Партнерски градови
- Bento Gonçalves